# Színjátszó lepkék
A  színjátszó lepkék (színjátszóformák, Apaturinae) a rovarok (Insecta) osztályának a lepkék (Lepidoptera) rendjéhez, ezen belül a tarkalepkefélék (Nymphalidae) családjához tartozó alcsalád.

## Megjelenésük, felépítésük
Nevüket arról kapták, hogy legtöbb fajuk szárnya a pikkelyek sajátos elrendeződése okozta fényinterferencia miatt kékes vagy zöldes fizikai színekkel csillog (Ronkay, 1986).

## Életmódjuk, élőhelyük
Kifejezetten vízparti élőhelyeket és a nedvesebb erdőket kedvelik. Élőhelyeikhez ragaszkodnak, azoktól nem távolodnak el, így kiváló karakterfajok.

## Rendszerezésük
Az alcsaládba az alábbi nemek tartoznak:
- Színjátszólepke (Apatura)
- Apaturina
- Apaturopsis
- Asterocampa
- Chitoria
- Dilipa
- Doxocopa
- Euapatura
- Eulaceura
- Euripus
- Helcyra
- Herona
- Hestina
- Hestinalis
- Mimathyma
- Rohana
- Sasakia
- Sephisa
- Thaleropis
- Timelaea

## Fordítás
- Ez a szócikk részben vagy egészben  az   Apaturinae című angol Wikipédia-szócikk fordításán alapul.  Az eredeti cikk szerkesztőit annak laptörténete sorolja fel. Ez a jelzés csupán a megfogalmazás eredetét és a szerzői jogokat jelzi, nem szolgál a cikkben szereplő információk forrásmegjelöléseként.